# Willy Dähnhardt
Willy Dähnhardt (15. december 1939 – 18. oktober 2010) var cand.mag. i tysk og fransk, Københavns Universitet og forskningsbibliotekar ved Det Kongelige Bibliotek, læsesalsinspektør, oversætter og impresario.

## Biografi
Dähnhardt gennemførte studier ved Freie Universität Berlin 1964-65 og ved Universitetet i München 1975-76. 
Han var forskningsbibliotekar og fagreferent i Germansk Filologi og Engelsk ved Det Kongelige Bibliotek og var senere seniorforsker samme sted.
Han har oversat både opera, fag- og skønlitteratur. Blandt hans oversættelser af libretti er teksten til Carl Nielsens Maskarade til tysk. Fra 2008 stod Dähnhardt bag en række månedlige causerier, I dialog med forfatteren. De var med forskere fra Forskerlæsesalen og blev holdt på Læsesal Vest på Det Kongelige Bibliotek. Musikken stod hans hjerte nært, og i 2010 blev han udnævnt som æresmedlem af Det Danske Sangselskab.
Med bogen På flugt fra Nazismen skrevet i samarbejde med lektor Birgit S. Nielsen har Dähnhardt bidraget væsentligt til forståelse af nazismens gru og dens følger for en lang række kulturpersonligheder, som satte deres præg på dansk kulturhistorie og identitet.

## Udgivelser
- Willy Dähnhardt og Birgit S. Nielsen: På flugt fra nazismen, Reitzels Forlag, 1986
- Willy Dähnhardt og Birgit S. Nielsen: Exil in Dänemark, Westholsteinische Verlagsanstalt Boyens, 1987
- Willy Dähnhardt og Birgit S. Nielsen: Geflüchtet unter das dänische Strohdach, Westholsteinische Verlagsanstalt Boyens, 1988

## Oversættelser i uddrag
- Slawomir Mrozek Ambassadøren oversat til Hvidovre Teater af Janina Katz og Willy Dähnhardt, februar 1982
- Tadeusz Konwicki Den lille apokalypse på dansk ved Janina Katz og Willy Dähnhardt, Brøndums Forlag, 1984
- Chère Madame 6 Briefe nach Brünn, Jean Genet, hrsg. von Friedrich Flemming, Übersetzung ins Deutsche und Anmerkungen: Willy Dähnhardt, Gifkendorf, Merlin, 1988
- Carl Nielsen: Saul und David, Oper in vier Akten, Text von Einar Christiansen, ins Deutsche übertr. von Willy Dähnhardt, Salzburger Festspiele, 2000